# Luis Egidio Meléndez
Luis Egidio Meléndez (Nápoles, 1716-Madrid, 1780) fue un pintor español nacido en Italia. Hizo casi toda su carrera en Madrid y se le considera uno de los mejores pintores de naturalezas muertas del siglo XVIII. En contraste con su actual reputación, durante su vida padeció una gran miseria.
Su padre Francisco Meléndez de Rivera Díaz (1682 - h. 1758) y Louis Michel van Loo (1707 - 1771) lo formaron como pintor; Meléndez fue asistente de este último entre 1742 y 1748. El futuro rey Carlos IV, entonces aún príncipe de Asturias, le encargó una extensa serie de naturalezas muertas, de las que se conservan treinta y nueve en el Museo del Prado.
Su estilo en las naturalezas muertas estaba dotado de austeridad y perfección en la representación de los objetos; las texturas de los materiales mostraban una gran seguridad en el dibujo y minuciosidad en los detalles. La composición sencilla y la luz caracterizada por un contrastado claroscuro, se encuentra en la mejor tradición de los bodegones barrocos de Francisco de Zurbarán y de Juan Sánchez Cotán, cuyo fondo suele ser vacío o geométrico; aunque también cultivó bodegones con paisajes de fondos en la línea de la escuela napolitana.

## Biografía
El padre de Meléndez, Francisco Antonio Meléndez, fue un pintor miniaturista nacido en Oviedo, quien se había trasladado a Madrid con su hermano Miguel Jacinto Meléndez. Mientras Miguel Jacinto permaneció en Madrid y consiguió ser nombrado en 1712 pintor de cámara del rey Felipe V, Francisco, viajó a Italia en 1699 en busca de una mejor posición, estableciéndose en Nápoles, ciudad donde se alistó en la infantería española y se casó con María Josefa Durazo y Santo Padre.
Francisco Meléndez permaneció cerca de veinte años en Italia y volvió a Madrid en 1717 junto con su familia, entre ellos su hijo Luis Egidio, nacido en Nápoles el año 1716. Instalado en Madrid, allí tuvo más hijos (el último, en 1724, José Agustín Meléndez, quien también se dedicó a la pintura).
Luis Egidio recibió formación artística por parte de su padre, asistió al taller de Louis Michel van Loo, un francés que llegó a ser pintor de cámara de Felipe V. Entre 1737 y 1748, Meléndez trabajó como ayudante de Van Loo, dedicándose a copiar los prototipos de este pintor de los retratos reales para el mercado interno y extranjero. Cuando la Real Academia de Bellas Artes de San Fernando fue inaugurada provisionalmente como una «Junta Preparatoria de la Academia» en 1744, su padre, Francisco, fue nombrado director honorario de pintura junto con Louis Michel van Loo, y Meléndez fue uno de los primeros estudiantes en ser admitido. La Junta se mostró muy progresista, ya que no solo toleró sino que también promocionó los géneros de «carácter menor», entre ellos la naturaleza muerta. En este momento, Meléndez ya era un pintor consumado, tal como se demuestra en su Autorretrato del Museo del Louvre, firmado con fecha de 1746 y en el cual, según el historiador Sánchez Cantón, se nota la influencia de su maestro Louis Michel van Loo. Su padre Francisco Meléndez tuvo una disputa con la Academia, ya que reclamaba para sí mismo el honor de ser su fundador; fue relevado de su cargo de profesor. Luis Egidio, a causa de los incidentes relacionados con la expulsión de su padre de la Junta de Preparación de la Real Academia y un posible conflicto con su maestro Van Loo por el mismo motivo, le llevaron a alejarse de la institución académica en 1748, de donde fue expulsado.
A diferencia de su padre, la situación profesional de Luis era precaria. Joven, arrogante, sin el apoyo de la Academia y con su reputación en entredicho, decidió irse a Italia para conseguir nuevas oportunidades, donde permaneció desde 1748 hasta 1752. Realizó algunas obras de pintura —actualmente perdidas— para Carlos III, que entonces era rey de Nápoles.
Su regreso a Madrid se produjo en 1753: Francisco Meléndez convenció a su hijo para su retorno a España, donde podría colaborar en la elaboración de las nuevas pinturas de miniaturas, ya que un incendio del año 1734 en el Alcázar de Madrid —actual Palacio Real de Madrid— había destruido decenas de libros de coro ilustrados pertenecientes a la capilla real, los cuales se estaban reconstruyendo.
A partir de 1759 y hasta 1774, Meléndez creó cuarenta y cuatro bodegones para el Gabinete de Historia Natural, que pertenecía al Príncipe de Asturias, posterior rey Carlos IV. De estas pinturas, treinta y nueve se encuentran en la actualidad en el Museo del Prado. En ellas representó toda una serie de frutas y verduras producidas en España.
En 1760, Meléndez presentó una petición para conseguir el nombramiento de pintor de cámara del rey Carlos III, petición que, a pesar de la calidad de sus obras, fue rechazada. Unos doce años más tarde volvió a intentar conseguir la plaza, en esta solicitud, exponía en tercera persona, refiriéndose a las pinturas realizadas de naturalezas muertas para el Gabinete de Historia Natural:

(...) no siendo menor obra la que emprendió al óleo; una representación que consiste en las cuatro estaciones y, más propiamente, los cuatro elementos, a fin de componer un divertido Gabinete con toda especie de comestibles que el clima español produce en dichos cuatro elementos, de la que sólo tiene concluido lo perteneciente a los «Frutos de la Tierra».
—Luis Egidio Meléndez, 1772

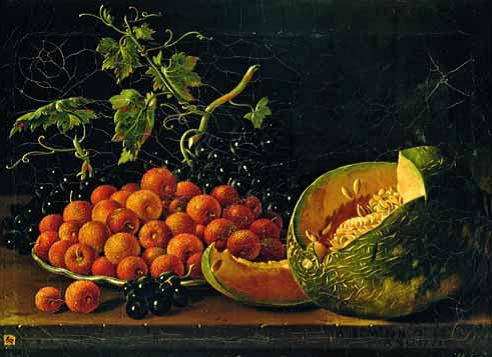
Naturaleza muerta de frutas (1771), conservada en el Palacio de los Borbones en San Lorenzo de El Escorial.

Meléndez había pintado algunas obras religiosas, entre ellas una Sagrada Familia para la entonces princesa de Asturias María Luisa de Borbón-Parma, pero se especializó en la naturaleza muerta, un género decorativo que podía realizarse sin previo contrato y, por tanto, era lucrativo para los artistas sin patrocinio real o sin el apoyo de la Academia. Aunque su deseo de alcanzar la plaza de pintor real hizo que no comercializara sus obras como lo hacían otros pintores de este género, la familia real y la aristocracia seguían sin valorar este tema, a excepción de los que los utilizaban como muestra científica para los gabinetes de coleccionismo de historia natural.
A pesar de su talento, Luis Meléndez vivió en la pobreza durante la mayor parte de su vida, en una carta de 1772, dirigida al rey, declaró que sólo poseía sus pinceles y que no podía continuar con la serie de los «cuatro elementos» : por no tener medios para continuarla ni siquiera los precisos para alimentarse .... Ignorado, cuando murió en 1780, su situación económica era de indigencia.

## Contexto histórico
El contexto histórico, en cuanto a su relación con la pintura de Luis Meléndez en el siglo XVIII, tuvo lugar con la llegada a la monarquía española de la dinastía Borbónica con Felipe V como rey, confirmado al terminar la guerra de sucesión española con los Decretos de Nueva Planta. Desde el primer momento trató de hacer resurgir el panorama artístico hispánico, que en aquella época estaba un poco en declive tras el gran momento del Siglo de oro español. En historia del arte, el período se asimila entre finales del barroco y principios del neoclasicismo. El esplendor artístico previo, especialmente la segunda parte (o estrictamente el siglo XVII), coincide con el comienzo del declive político del Imperio Español.

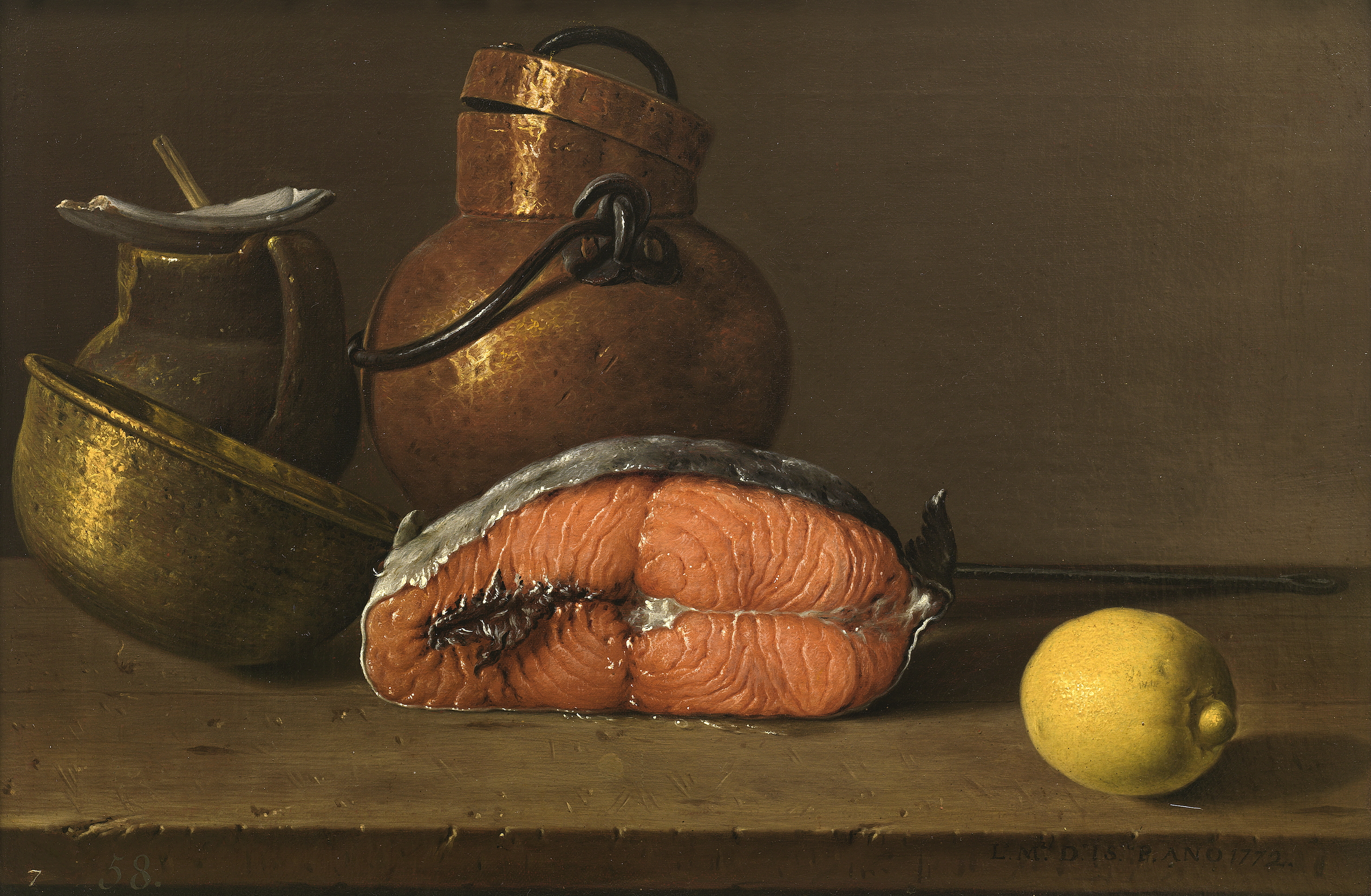
Bodegón: un trozo de salmón, un limón y tres vasijas, 1772 (Museo del Prado).

Bajo su reinado fueron llamados a Madrid numerosos artistas, especialmente franceses: entre ellos destacan los que fueron nombrados pintores de cámara, Jean Ranc y Louis-Michel van Loo. Durante los reinados de sus sucesores Fernando VI y Carlos III acudieron para este cargo pintores italianos como Jacopo Amigoni, Corrado Giaquinto, Giambattista Tiepolo y el italianizado Anton Raphael Mengs.
El proyecto de la enseñanza artística que comenzó con Felipe V en el año 1744, tuvo lugar definitivamente bajo el patrocinio del rey Fernando VI con la fundación, el 12 de abril de 1752, de la Real Academia de las Tres Nobles Artes de San Fernando en Madrid.
A pesar de la centralización tanto administrativa como cultural en la corte de Madrid, en Andalucía continuó la tradición de la pintura local, especialmente con la influencia dejada por Bartolomé Esteban Murillo, en tierras valencianas, José Vergara Gimeno fue el máximo representante del movimiento del academicismo, junto con su hermano Ignacio Vergara, intervino en la creación de la Academia de Bellas Artes de Santa Bárbara en 1752 que, bajo la protección de Carlos III, en el año 1768 se convirtió en el actual Real Academia de Bellas Artes de San Carlos; y, finalmente en Cataluña destacaron, entre otros, Antonio Viladomat, con una obra muy extensa y digna, como las pinturas, en la actualidad conservadas en el Museo Nacional de Arte de Cataluña, del ciclo de la Vida de san Francisco o las Cuatro estaciones.
Otros pintores que destacaron durante la última época del siglo XVIII fueron los zaragozanos hermanos Bayeu. Francisco Bayeu se desplazó a Madrid llamado por Mengs y consiguió ser nombrado pintor de la corte en 1767 bajo el reinado de Carlos III. Su hermano Manuel Bayeu, que profesó como monje cartujo en 1772, realizó obras pictóricas principalmente en Aragón, pero también para las cartujas de Escaladei en Cataluña y la de Valldemosa en Mallorca. Finalmente, Ramón Bayeu fue uno de los principales realizadores de los cartones para tapices de la Real Fábrica de Tapices de Santa Bárbara.

## Estilo

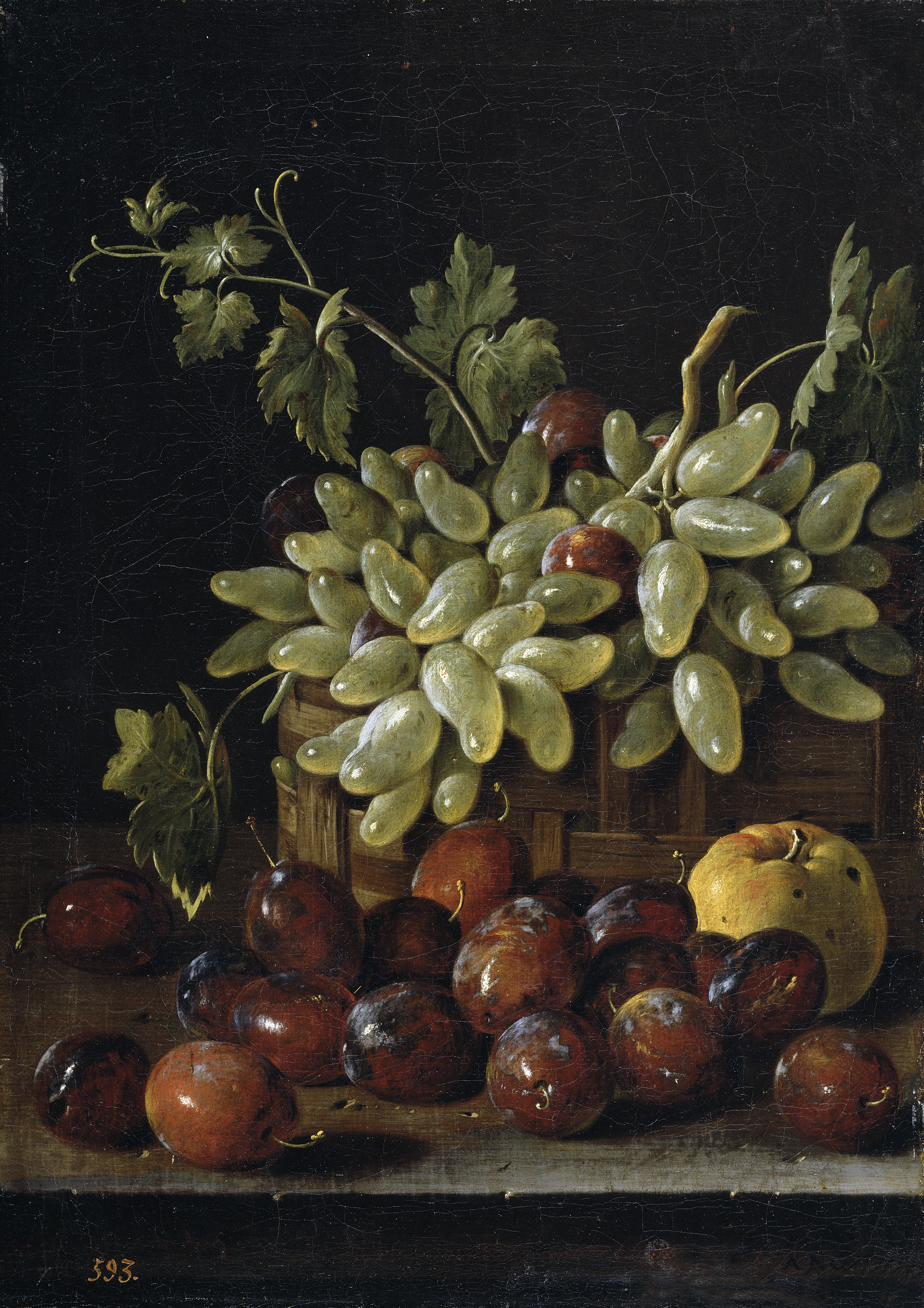
Frutero con ciruelas, uva y manzanas, pintura que presenta tres clases de fruta de las más representadas por Meléndez (Museo del Prado).

Las naturalezas muertas pintadas por Meléndez son normalmente de tamaño pequeño y presentan la austera tradición de la pintura de naturaleza muerta española del siglo XVII, iniciada por los maestros del Siglo de oro Juan Sánchez Cotán y Francisco de Zurbarán. Al igual que ellos, Meléndez estudió los efectos de luz, la textura y el color de frutas y verduras, así como de las vasijas de cerámica, vidrio y cobre. A diferencia de los maestros del siglo XVII, su tema es presentado físicamente más cerca del espectador, en un punto de vista bajo para objetos colocados sobre una mesa, lo que da a sus formas una monumentalidad en este género que pretende animar al espectador a estudiar los objetos por sí mismo. Los fondos los matizaba con un color neutro, dejando la iluminación fuerte para resaltar los contornos del volumen de los objetos representados, conseguía así los terciopelos de las frutas, la transparencia en los racimos de uva y los interiores brillantes de la sandía. Todo se unía con tonos tierras o ocres.
Cada obra pictórica de Meléndez fue minuciosamente compuesta: los objetos eran colocados con una unidad buscada en un sentido reflexivo y realista. Los grandes temas nunca le atrajeron, pero sí las cosas ordinarias y comunes de la vida cotidiana, que observó de la naturaleza y estudió con gran interés. Se le ha comparado y llamado como el «Chardin español», mientras que otros lo creen más cercano a Zurbarán, seguramente por la sensación del sentimiento popular que transmiten sus pinturas. Este costumbrismo es precisamente lo que le aleja de la calificación con su parecido a Jean Siméon Chardin, sobre lo que Sterling opina:

La comparación con Chardin se detiene en esta posición enfrente del modelo. El tratamiento plástico y, por lo tanto, el espíritu, difieren profundamente. Sin que introduzca la figura en sus composiciones, Chardin hace sentir que los objetos que pinta están vistos de acuerdo con el hombre. En Meléndez el objeto está visto por sí mismo. Inundado por una luz tórrida, reproducido con una intensidad inaudita; y una especie de cruel objetividad impone su presencia física y la riqueza de su materia.
Charles Sterling, La Nature morte de l'Antiquité à nos jours, París, Pierre Tisné, 1952.

## Obras

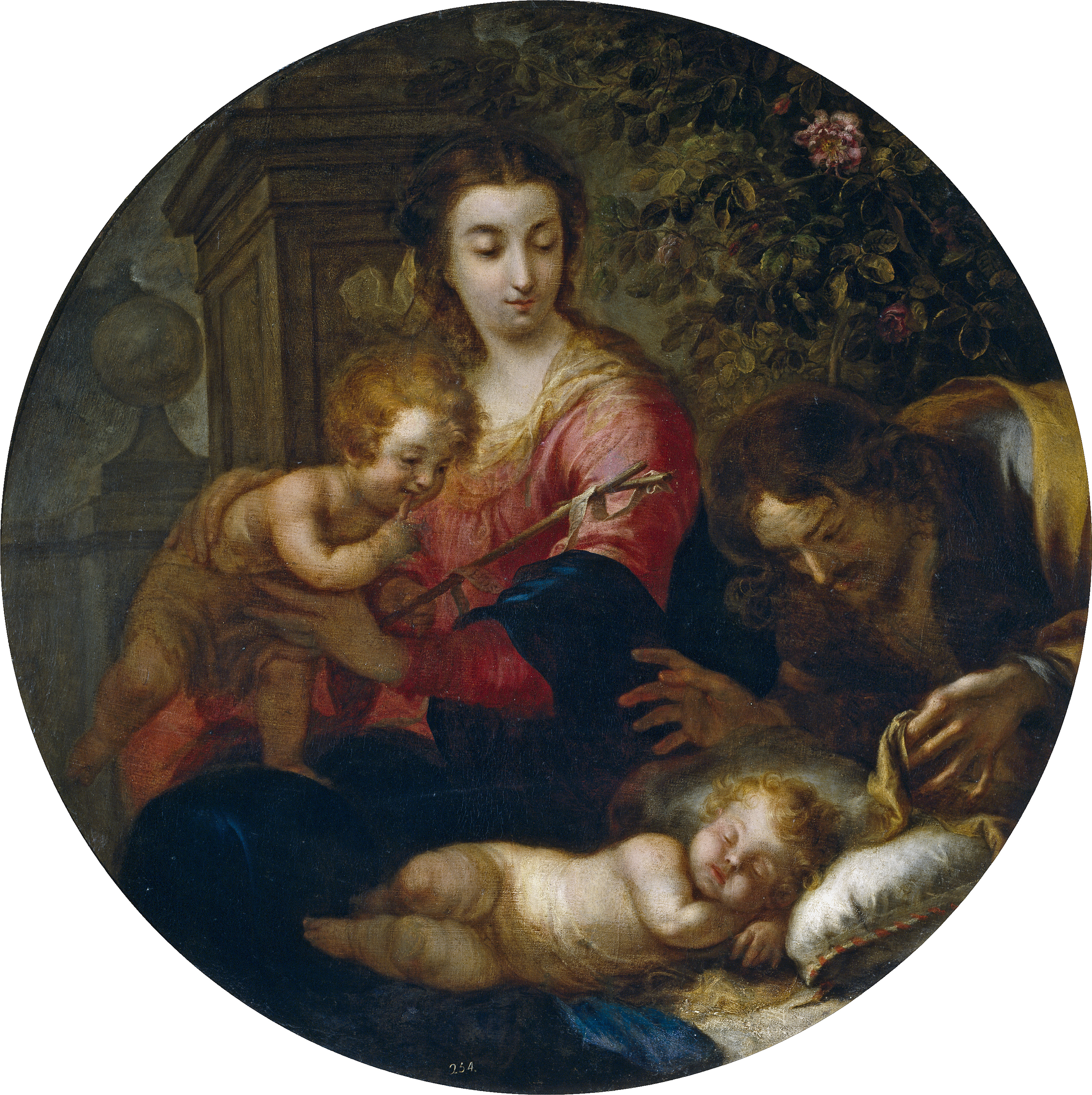
Sagrada Familia, pintura realizada para María Luisa de Parma, conservada en el Museo del Prado.

En cuanto a las obras de Meléndez, se tienen localizados el dibujo Estudio de cabeza femenina, conservado en la Galleria degli Uffizi de Florencia, y un magnífico Autorretrato del año 1746 que pertenece al Museo del Louvre. Se conocen dos obras suyas de tema religioso: ambas pertenecen al Museo del Prado, una Sagrada Familia y una Virgen con Niño, esta última se encuentra cedida en depósito a la Casa de Colón de Las Palmas de Gran Canaria. Sus bodegones fueron creados casi todos en torno a la década de 1770, especialmente para formar parte de la colección de Carlos IV, entonces príncipe de Asturias, que tenía una gran inclinación hacia la historia natural. Según dijo el mismo Meléndez, esta serie de pinturas fue realizada con el objetivo de servir como documentación sobre las diferentes frutas y verduras propias de España. Estas obras, una vez realizadas, pasaron a decorar muy pronto diferentes salas de la Casita del Príncipe en El Escorial, más tarde, hacia 1785 se trasladaron al pabellón grande del embarcadero del jardín del Príncipe en Aranjuez, cerca de 1795 al Palacio de Aranjuez y, finalmente, en 1819 llegaron al Museo del Prado. El Museo Nacional de Arte de Cataluña es propietario de seis naturalezas muertas de este autor. También hay obras representativas en colecciones particulares y en otros museos como el Museo de Bellas Artes de Bilbao, el Museo Cerralbo, el Museo Nacional de Escultura de Valladolid, la National Gallery de Londres, la Galería Nacional de Arte de Washington o el Museo de Arte Kimbell. No son muchas las obras del artista que permanecen en manos privadas, por lo cual las pocas que salen a la venta alcanzan precios elevados.

### Colección en el Museo del Prado

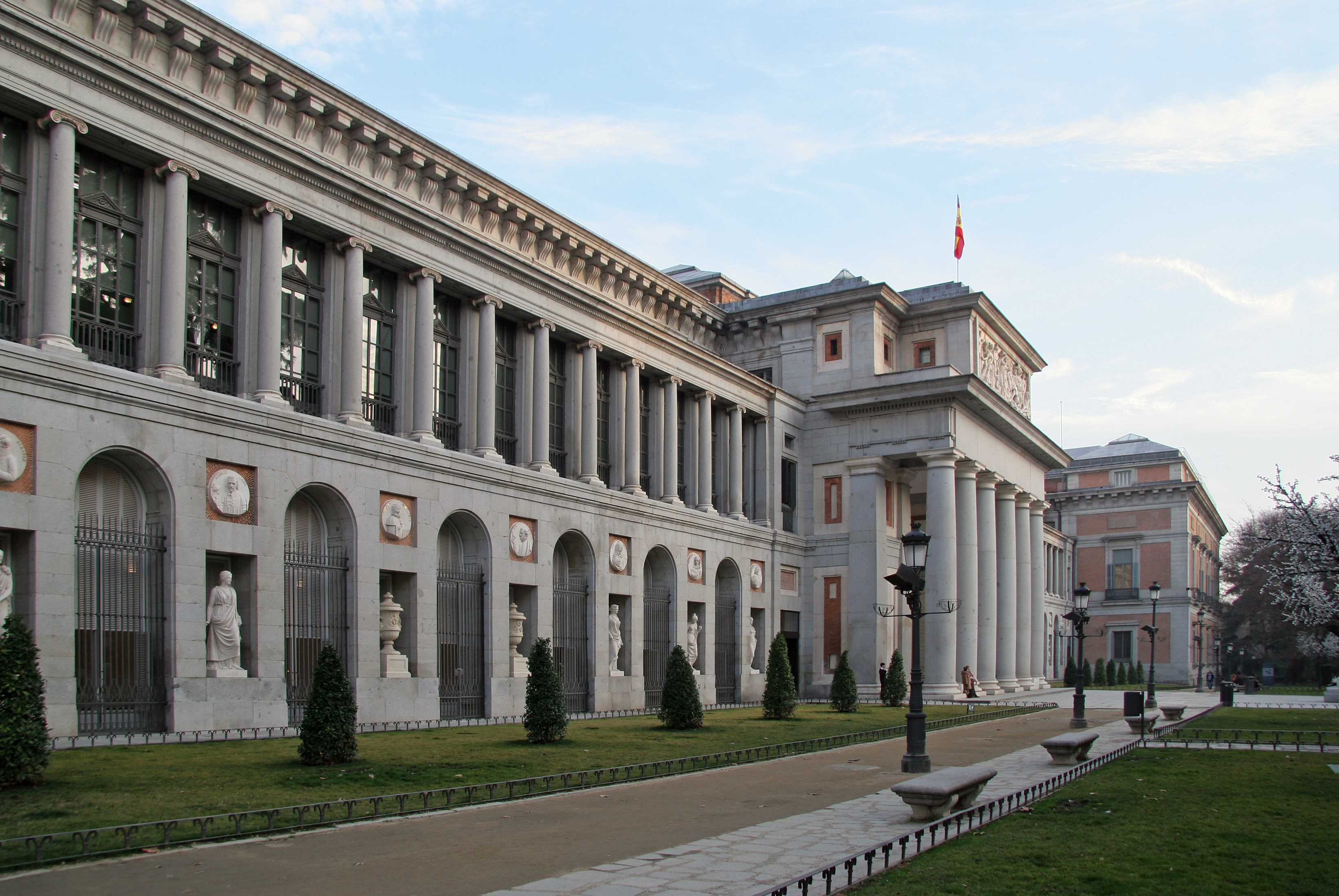
El Museo del Prado expone la colección más grande de obras de Meléndez.

Muchas de las pinturas de este autor que habían pertenecido a la colección real pasaron a ser expuestas en el Museo del Prado desde su apertura en 1819, procedentes del Palacio Real de Aranjuez. Fueron repartidas en las tres salas seleccionadas para exponer pintura española e incluso, hubo colocadas dos naturalezas muertas de Meléndez a cada lado de Las Meninas de Velázquez, junto con dos obras de Pedro de Orrente y otras dos de Mariano Salvador Maella, seguramente para enmarcar verticalmente el gran cuadro de Las Meninas.
Las pinturas de Meléndez, junto con otras, fueron trasladas y movidas de salas en diferentes años por cuestión de exposición museística, aunque a menudo fueron colocadas «según los intereses decorativos». A los viajeros y especialistas en arte que describían el Museo del Prado no les acostumbraban a llamar mucho la atención los bodegones de Meléndez, y les hacían pocas o ninguna alusión; Louis Clément de Ris, en su obra Le Museé Royal de Madrid de 1859, describe que hay «un gran número de cuadros de frutas de Meléndez (1682 a 1744), que recuerdan el colorido vigoroso de Michelangelo Cerquozzi». André Lavice, en 1864, nombra algunos autores de naturalezas muertas del Prado, y de Meléndez opina y critica «la iluminación que realiza el pintor». El catálogo de 1872 de Pedro de Madrazo valora las naturalezas muertas expuestas, y en la parte de la biografía dedicada a Meléndez afirma que «rivaliza con los holandeses y  flamencos del mejor tiempo». El historiador Manuel Bartolomé Cossío, en su obra Aproximación a la pintura española de 1884, no menciona a Meléndez. A principios del siglo XX hubo una gran redistribución de obras dentro del museo: se crearon salas especiales para varios pintores, entre ellas una sala para las naturalezas muertas de Meléndez. Como la sala era muy pequeña parecía que las paredes estuvieran tapizadas de pinturas. El escritor Azorín, ante los numerosos cambios que se hacían casi constantemente en el Museo, escribió un artículo en tono satírico sobre su director, en el que comentaba:

Mañana tenemos otro traslado. De los cuadros de Goya que habíamos bajado a la sala de la planta baja, subiremos unos cuantos aquí; los bodegones de Meléndez, que están aquí, en el salón largo, los pondremos todos en una sala pequeñita (...) ¿Será el último traslado? No lo sé, no lo sé; es posible que la semana entrante volvamos a llevar los cuadros de Goya a la sala de abajo y pongamos otra vez los bodegones de Meléndez donde estaban antes.
Azorín, Tiempo y cosas: En el Museo. Las fantasías del señor Villegas, 1970

Los cambios se fueron sucediendo, como los organizados por el nuevo director Aureliano de Beruete en 1918, cuando las pinturas de Meléndez fueron mezcladas nuevamente junto con las de otros autores y fue reducido su número expuesto a veinte y cinco. En 1935 se inauguró la exposición Floreros y bodegones en la pintura española, con Julio Cavestany de Anduaga como comisario y autor de un extenso catálogo editado en 1940, hecho de gran importancia para la pintura de este género, en ella también participaron algunas obras de Luis Meléndez.  El crítico catalán Josep Maria Junoy señaló la «indecorosa colocación de la serie de Meléndez en el Museo del Prado». A principios del siglo XXI las pinturas de Luis Egidio Meléndez en el Prado forman parte de la colección denominada «Goya y la pintura del siglo XVIII». Casi todas las obras se encuentran expuestas en la sala 88.